# John Stanley Gardiner
John Stanley Gardiner (Belfast, 24 januari 1872 - 28 februari 1946) was een Noord-Iers zoöloog en oceanograaf.
Gardiner leidde in 1905 de Percy Sladen Trust Expeditie naar de Indische Oceaan. Eerder bezocht hij in 1899-1900 in opdracht van de Universiteit van Cambridge de Maldiven en de Laccadiven, voor een onderzoek naar de lokale geografie en fauna op de archipels.

## Academisch
Gardiner was Van 1909 tot 1937 hoogleraar zoölogie en vergelijkende anatomie aan de Universiteit van Cambridge. Hij was met name geïnteresseerd in ornithologie. Gardiner correspondeerde met onder meer Frederick Orpen Bower.

## Erkenning
Gardiner werd in 1908 verkozen tot Fellow of the Royal Society, waarvan hij in 1944 de Darwin Medal ontving voor zijn werk in verband met koraalriffen. In 1936 ontving hij al de Linnean Medal.